# Косово Поле
Косово Поле (серб. Косово поље, Kosovo polje) або Фуше Косова (алб. Fushë Kosovë, Fushë Kosova) — місто в Приштинському окрузі Республіки Косово, центр однойменної громади.

## Розташування
Косово Поле лежить за 8 кілометрів на північний захід від Приштини.

## Економіка
У місті розташована частина промисловості Приштини. До війни було кілька промислових об'єктів, як KBI Miradia, Fabrika e Mishit, але після приватизації вони не перебувають у провадженні.

## Населення
До війни населення громади Косова Поля становило 40 000 осіб, з яких албанці — приблизно 60 %, 30 % — серби. У 2005 році в місті проживало 32 097 жителів. Згідно з останнім офіційним переписом населення 2011 року громада налічувала 34 827 жителів, а саме місто — 12 919.
| Етнічна композиція     | Етнічна композиція | Етнічна композиція | Етнічна композиція | Етнічна композиція | Етнічна композиція | Етнічна композиція | Етнічна композиція | Етнічна композиція | Етнічна композиція | Етнічна композиція | Етнічна композиція |
| Рік                    | Албанці            | %                  | Серби              | %                  | Ашкалі             | %                  | Роми               | %                  | Інші               | %                  | Всього             |
| ---------------------- | ------------------ | ------------------ | ------------------ | ------------------ | ------------------ | ------------------ | ------------------ | ------------------ | ------------------ | ------------------ | ------------------ |
| 1991                   | 20,142             | 56.6               | 8,445              | 23.7               |                    |                    |                    |                    | 6,983              | 19.6               | 35,570             |
| 1998[джерело?]         | 23,600             | 59                 | 9,600              | 24                 |                    |                    |                    |                    |                    |                    | 40,000             |
| Червень 2000[джерело?] | 34,000             | 84                 | 4,000              | 10                 | 2,600              | 6.4                | 300                | 0.7                | 60                 | 0.14               | 40,500             |
| Квітень 2002           | 34,000             | 85                 | 3,239              | 8                  | 2,259              | 5.6                | 388                | 1                  | 21                 | 0.05               | 40,000             |
| 2011                   | 30,275             | 86.9               | 321                | 0.9                | 3,230              | 9.3                | 436                | 1,3                | 565                | 1.6                | 34,827             |